# Cirrhilabrus aurantidorsalis
Cirrhilabrus aurantidorsalis är en fiskart som beskrevs av Allen och Kuiter, 1999. Cirrhilabrus aurantidorsalis ingår i släktet Cirrhilabrus och familjen läppfiskar. IUCN kategoriserar arten globalt som livskraftig. Inga underarter finns listade i Catalogue of Life.